# Perilissus townesi
Perilissus townesi là một loài tò vò trong họ Ichneumonidae.